# سد سليانة
سد سليانة سدّ تونسي يقع على بعد 10 كم شمال مدينة سليانة.

## صور

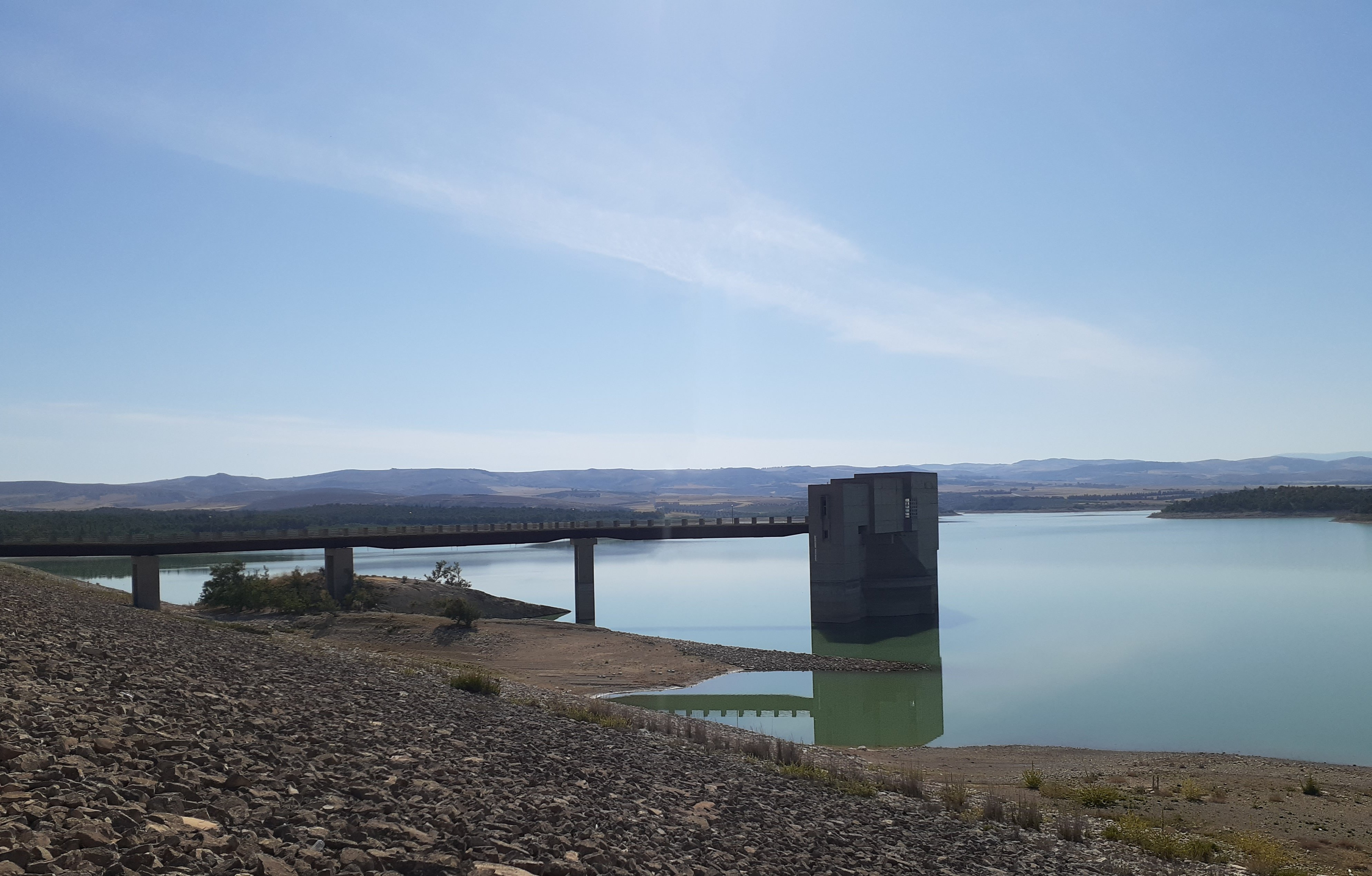

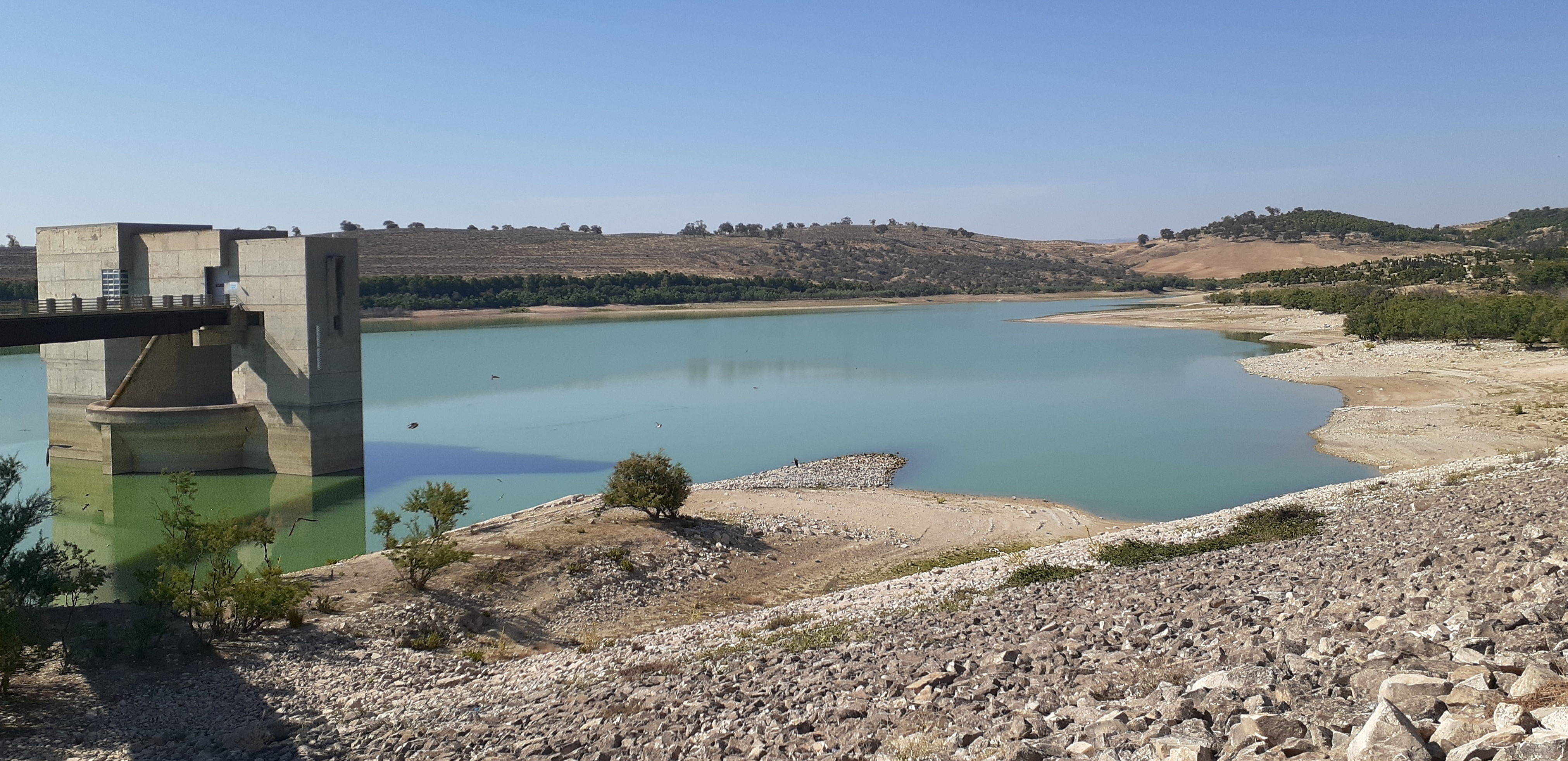

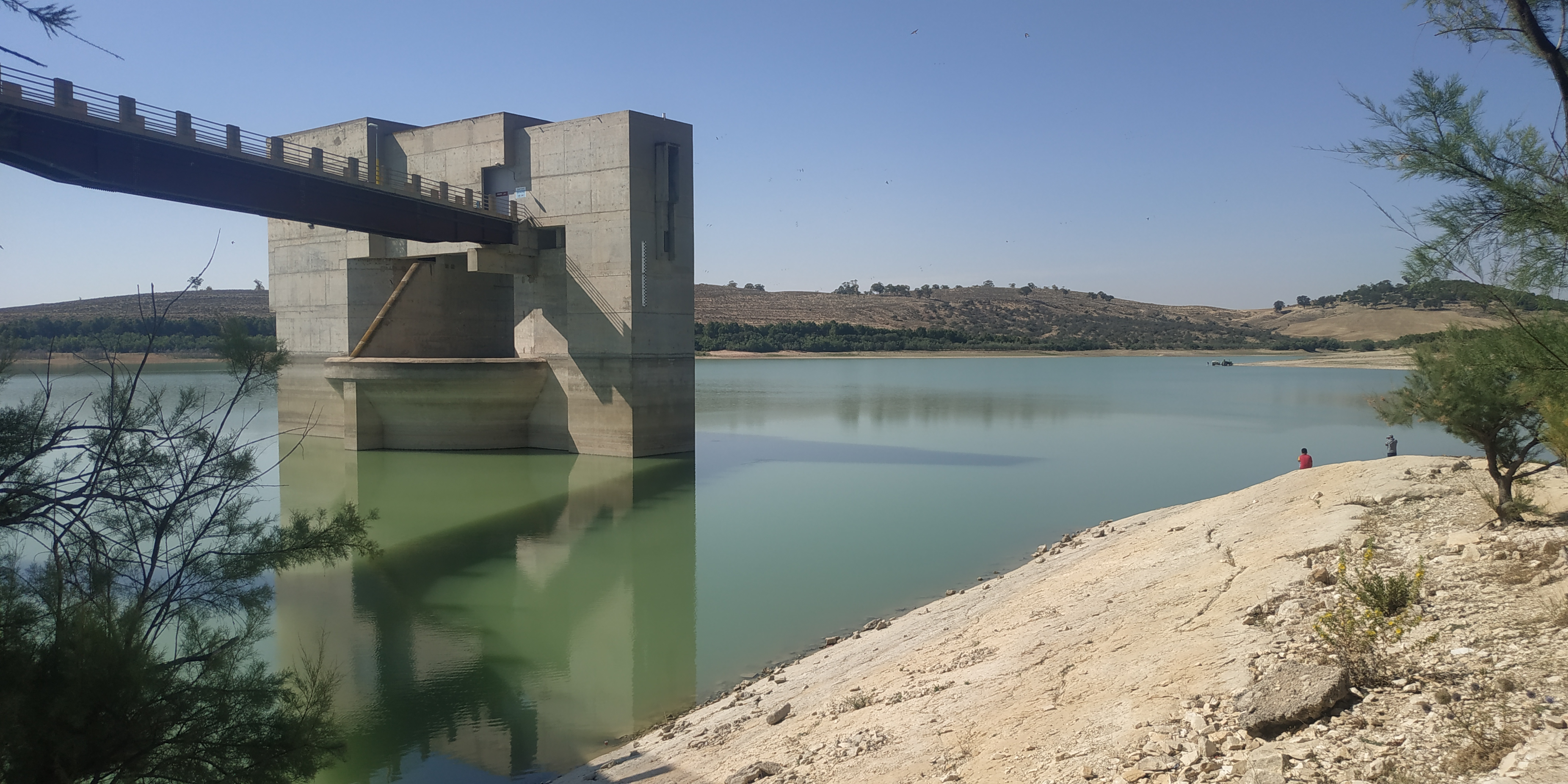